# Thomas Lander
Thomas Lander (* 22. August 1957) ist ein ehemaliger deutscher Fußballspieler.

## Karriere
Thomas Lander führte als A-Jugendlicher den FC Schalke 04 als Kapitän der Mannschaft ins Finale der deutschen Jugendmeisterschaft 1976/77. Im Finale traf er mit seinen Mitspielern, darunter Mathias Schipper, Ulrich Bittcher und Uwe Höfer, auf die Vertretung von Rot-Weiss Essen. Bereits nach sechs Minuten lag Lander mit seiner Mannschaft durch einen Treffer von Jürgen Sekula im Herner Stadion am Schloss Strünkede zurück. Es wendete sich das Blatt und die Knappen, die von Trainer Uli Maslo eingestellt wurden, gewannen am Ende 5:1; Lander steuerte den Führungstreffer zum 2:1 bei. In der Folgesaison stand er im Kader der Profis und kam in zwei Spielen in der Bundesliga zum Einsatz. In beiden Spielen wurde er von Trainer Friedel Rausch eingewechselt. Beide Male wurde gegen Rivalen aus dem Ruhrgebiet gespielt, im Ersten gegen den VfL Bochum. Lander erzielte in der 89. Minute den Siegtreffer zum 2:1, nachdem er 13 Minuten auf dem Platz stand. Zu seinem zweiten Einsatz kam er gegen Borussia Dortmund. Das Derby wurde 4:2 gewonnen. In den beiden Folgejahren machte Lander 19 weitere Spiele und erzielte zwei Tore für Schalke. Danach wechselte er in die 2. Bundesliga zu Preußen Münster. Unter Trainer Werner Biskup war Lander sofort Stammspieler, auch in Landers zweiter Saison bei Münster unter den Trainern Günter Exner und Rudi Faßnacht änderte sich das nicht. Zum Saisonabschluss 1980/81, es war die vorerst letzte Saison der zweigleisigen 2. Bundesliga, musste Münster den Gang in die Drittklassigkeit antreten. Lander blieb in der Liga, da er zu Rot-Weiss Essen wechselte. Mit Essen spielte er bis zum Abstieg in der Saison 1983/84 in der 2. Bundesliga.